# Cyrtodactylus louisiadensis
Espèce
Synonymes
- Gymnodactylus louisiadensis De Vis, 1892

Statut de conservation UICN

 LC  : Préoccupation mineure
Cyrtodactylus louisiadensis est une espèce de geckos de la famille des Gekkonidae.

## Répartition
Cette espèce se rencontre à Vanatinai dans l'archipel des Louisiades et à Bougainville en Papouasie-Nouvelle-Guinée et aux Salomon.

## Étymologie
Son nom d'espèce, composé de louisiad[es] et du suffixe latin -ensis, « qui vit dans, qui habite », lui a été donné en référence au lieu de sa découverte.

## Publication originale
- De Vis, 1892 : Zoology of British New Guinea. Part 1. Vertebrata. Annals of the Queensland Museum, vol. 2, p. 1-24.